# Hrabstwo Marshall (Alabama)

Piramida wieku hrabstwa

Marshall – hrabstwo w stanie Alabama w USA. Populacja liczy 93 019 mieszkańców (stan według spisu z 2010 roku). Stolicą hrabstwa jest Guntersville.
Powierzchnia hrabstwa to 1614 km² (w tym 145 km² stanowią wody). Gęstość zaludnienia wynosi 63 osób/km². 

## Miejscowości
- Albertville
- Boaz
- Douglas
- Guntersville
- Grant
- Union Grove